# General Mosconi (Formosa)
General Mosconi é uma cidade argentina localizada na província de Formosa. E a capital do departamento de Ramón Lista.